# Spring Byington
Spring Byington (17 d'octubre de 1886 – 7 de setembre de 1971) va ser una actriu estatunidenca. La seva carrera va incloure un període de set anys a la ràdio i televisió com a estrella de December Bride, i va ser una actriu clau per als estudis cinematogràfics MGM, i actuà en el cinema des de la dècada de 1930 fins a la de 1960.

## Inicis
El seu nom complet era Spring Dell Byington, i va néixer a Colorado Springs (Colorado). Tenia una germana petita, Helene Kimball Byington, i els seus pares eren el professor Edwin Lee Byington (1852–1891) i Helene Maud Cleghorn. En quedar-se vídua, la seva mare va decidir enviar Helene a viure amb els seus avis, Arthur i Charlotte Cleghorn, a Port Hope, Ontario (Canadà), mentre que Spring va romandre amb la seva mare a Denver. En aquests anys, la seva mare va estudiar a l'Escola de Medicina de la Universitat de Boston, i s'hi graduà el 1896.
Byington va treballar en xous d'aficionats quan anava a l'escola, i es va graduar en la North High School el 1904. Poc després, amb 14 anys, es va convertir en actriu professional actuant en el Teatre Elitch de Denver, havent estat la seva mare amiga de Mary Elitch. En morir la seva mare el 1907, Byington i la seva germana van ser legalment adoptades per la seva tia Margaret, esposa de Rice Eugene Eddy. No obstant això, Byington ja era major d'edat, per la qual cosa va cobrar la seva herència i es va traslladar a Nova York per iniciar una carrera interpretativa.
El 1910, Byington es va sumar a una companyia de repertori que feia una gira per Buenos Aires, Argentina. Als 24 anys, es va casar amb el director de la companyia, Roy Carey Chandler, i el matrimoni es quedà vuit anys a Sud-amèrica, gràcies a la qual cosa l'actriu dominava l'espanyol. El 1916, va tornar a Nova York, on van néixer les seves filles Phyllis (1916) i Lois (1917). Byington es va divorciar cap a 1920.

## Broadway
Després de la seva tornada a Nova York, Byington dividia el seu temps entre treballar a Manhattan i estar al costat de les seves filles, les quals vivien amb els seus amics J. Allen i Lois Bobcock a Leonardsville Village, al comtat de Madison (Nova York).
El 1919, va començar a viatjar amb una producció de Birds in Paradise, amb la qual es presentava la cultura de Hawaii en el continent, i el 1921 va començar a treballar amb la companyia Stuart Walker, per a la qual va fer diversos papers en Mr. Pim Passes By, The Ruined Lady i Rollo's Wild Oats, entre altres obres. Aquesta activitat li va proporcionar finalment un treball teatral a Broadway, i hi actuà el 1924 en l'obra de George S. Kaufman i Marc Connelly Beggar on Horseback, que es va mantenir en cartell durant sis mesos. Va reprendre el paper al març i abril de 1925, i va seguir actuant a Broadway en altres 18 produccions en els següents deu anys, entre les quals figuraven Once in a Lifetime (de Kaufman i Moss Hart), When Ladies Meet (de Rachel Crothers), i Jig Saw (de Dawn Powell).

## Hollywood
Durant els seus últims anys a Broadway, Byington va començar a treballar en el cinema. La seva primera actuació va tenir lloc el 1931 en un curt titulat Papa's Slay Ride, i la segona i més famosa, la que va fer en Donetes el 1933, en el paper de Marmee, amb Katharine Hepburn com la seva filla Jo. Es va fer familiar en les llars gràcies a la seva participació en la sèrie de films de The Jones Family, i continuà diversos anys a Hollywood com a actriu de caràcter. El 1938, Byington va ser nominada a l'Oscar a la millor actriu de repartiment per la seva actuació en No us l'endureu pas, premi finalment guanyat per Fay Bainter per Jezabel (pel·lícula en la qual Byington també tenia un paper, el de Mrs. Kendrick).
Durant la Segona Guerra Mundial, Byington treballava en la ràdio, mitjà al qual va decidir tornar quan la seva carrera en el cinema va començar a declinar després de finalitzar la contesa. El 1952, va entrar a formar part de CBS Ràdio fent el paper de la vídua Lily Ruskin en la sitcom (comèdia de situació) December Bride. El 1954, Desilu Productions va produir un episodi pilot per passar la sèrie a la televisió, i també fou protagonitzada per Byington. La nova comèdia de situació es va emetre en les seves dues primeres temporades després d'I Love Lucy. En total, se'n van rodar 111 capítols fins a 1959. Els seus companys de repartiment eren Frances Rafferty, Dean Miller, Verna Felton, i Harry Morgan.
Entre 1961 i 1963, Byington va actuar en la sèrie del gènere western Laramie, amb John Smith i Robert Fuller. Després de Laramie, va ser artista convidada en el paper de Mrs. Jolly en la sèrie de Dennis Weaver en la NBC Kentucky Jones, en l'episodi "Feminine Intrusion". Les seves dues últimes interpretacions van ser com la mare de Larry Hagman en El meu bell geni (1967) i com la Mare General en The Flying Nun (1968).
Spring Byington va morir el 1971 a Los Angeles, Califòrnia, a causa d'un càncer. El seu cos va ser donat a la ciència mèdica.

## Filmografia

### Cinema
- Papa's Slay Ride (1930)
- Donetes (Little Women) (1933) – Marmee March
- Broadway Hostess (1935)
- Love Me Forever (1935)
- The Great Impersonation (1935)
- Werewolf of London (1935)
- Ah, Wilderness! (1935)
- Rebel·lió a bord (Mutiny on the Bounty) (1935)
- Dodsworth (1936)
- Stage Struck (1936)
- La càrrega de la Brigada lleugera (The Charge of the Light Brigade) (1936) – Lady Octavia Warrenton
- Theodora Goes Wild (1936)
- Palm Springs (1936)
- Penrod and Sam (1937)
- A Family Affair (1937)
- It's Love I'm After (1937)
- The Buccaneer (1938)
- The Adventures of Tom Sawyer (1938) – Widow Douglas (no surt als crèdits)
- Jezebel (1938)
- No us l'endureu pas (You Can't Take It with You) (1938)
- Chicken Wagon Family (1939)
- Quick Millions (1939)
- A Child Is Born (1939)
- The Blue Bird (1940)
- Units per la fortuna (Lucky Partners) (1940)
- My Love Came Back (1940)
- The Devil and Miss Jones (1941)
- L'home del carrer (Meet John Doe) (1941)
- When Ladies Meet (1941)
- Roxie Hart (1942)
- Rings on Her Fingers (1942)
- The Affairs of Martha (1942)
- Heaven Can Wait (1943)
- The Heavenly Body (1944)
- I'll Be Seeing You (1944)
- Miracle d'amor (The Enchanted Cottage) (1945)
- Thrill of a Romance (1945)
- Captain Eddie (1945)
- Dragonwyck (1946)
- A Letter for Evie (1946)
- Living in a Big Way (1947)
- Singapur (Singapore) (1947)
- It Had to Be You (1947)
- B. F.'s Daughter (1948)
- In the Good Old Summertime (1949)
- The Big Wheel (1949)
- Please Believe Me (1949)
- Louisa (1950) – Louisa Norton
- Walk Softly, Stranger (1950)
- According to Mrs. Hoyle (1951) – Mrs. Hoyle
- Angels in the Outfield (1951)
- Bannerline (1951)
- Because You're Mine (1952)
- Please Don't Eat the Daisies (1960)

#### Pel·lícules de la "Família Jones"
- Every Saturday Night (1936)
- Educating Pare (1936)
- Back to Nature (1936)
- Off to the Races (1937)
- Big Business (1937)
- Hot Water (1937)
- Borrowing Trouble (1937)
- Love on a Budget (1938)
- A Trip to Paris (1938)
- Safety in Numbers (1938)
- Down on the Farm (1938)
- Everybody's Baby (1939)
- The Jones Family in Hollywood (1939)
- The Jones Family in Quick Millions (1939)
- Too Busy to Work (1939)
- Young com You Feel (1940)
- On Their Own (1940)
- I'll Be Seeing You (1944)

### Televisió
- December Bride (1954–1959) – Lily Ruskin
- What's My Line? (10/27/1957) (episodi 386) convidada misteriosa
- Alfred Hitchcock Presents (1960) – Alice Wagner, en l'episodi "The Man with Two Faces"
- Laramie (1961–1963) – Daisy Cooper
- "The Train Don't Stop Till It Gets There", The Greatest Show on Earth (1964)
- Batman (1966) – J. Pauline Spaghetti, episodis "The Catwoman Goeth" i "The Sandman Cometh"
- El meu bell geni (1967) – mare, episodi "Meet My Master's Mother"
- The Flying Nun (1968) – Mare General, episodi "To Fly or Not to Fly"

## Premis
Byington va rebre dues estrelles en el Passeig de la Fama de Hollywood, l'una per la seva activitat cinematogràfica en el 6507 de Hollywood Boulevard, i una altra pel seu treball televisiu en el 6233 de la mateixa via.

### Nominacions
- Premis Alexandrias de 1933: millor actriu secundària per Little Women[5]
  - Guanyat per Mary Astor en The World Changes

- Premis Oscar de 1938: a la millor actriu secundària per No us l'endureu pas (You Can't Take It With You)[6]
  - Guanyat per Fay Bainter en Jezabel

- 1951: nominada al Globus d'Or a la millor actriu musical o còmica per Louisa[7]
  - Guanyat per Judy Holliday per Nascuda ahir.

- Primetime Emmy a la millor actriu en sèrie còmica el 1957 per December Bride,[8] *guanyat per Jane Wyatt en Father Knows Best

- Primetime Emmy a la millor actriu en sèrie còmica el 1959 per December Bride[9]
  - Guanyat per Jane Wyatt en Father Knows Best.